# Gezicht op Amsterdam met schepen op het IJ
Gezicht op Amsterdam met schepen op het IJ is een schilderij van Ludolf Bakhuizen in het Louvre in Parijs.

## Voorstelling
Het stelt een groot aantal schepen voor op het IJ bij Amsterdam. Links is het oorlogsschip De Spiegel afgebeeld, dat in 1663 werd gebouwd. Op de achtergrond is het silhouet van de stad Amsterdam te zien met van links naar rechts: het Oost-Indisch magazijn op het eiland Oostenburg, 's Lands Magazijn (het huidige Scheepvaartmuseum), de Oude Kerk, de Haringpakkerstoren, de Westerkerk en de Noorderkerk.

## Herkomst
Het schilderij werd in 1665 besteld door het stadsbestuur van Amsterdam. De Republiek was toen verwikkeld in de Tweede Engels-Nederlandse Oorlog. Het werk was bedoeld als diplomatiek geschenk aan Hugues de Lionne, minister onder Lodewijk XIV van Frankrijk, voor zijn verzameling stadsgezichten van belangrijke Europese steden. Frankrijk streed in de Tweede Engels-Nederlandse Oorlog aan Nederlandse zijde. Later was het in het bezit van de beeldhouwer Edmé Bouchardon. Zijn neef, Louis Girard, schonk het in 1808 aan de Franse staat. Sindsdien bevindt het zich in het Louvre.